# Le Porte-bonheur (téléfilm)
Pour l’article homonyme, voir Le Porte-bonheur.
Le Porte-bonheur est un téléfilm français de Laurent Dussaux réalisé en 2006.

## Synopsis
Mars subit quotidiennement et continuellement la loi de Murphy: il n'a jamais de chance. Sa mère, astrologue, essaye de l'aider en lui donnant des prédictions, mais rien n'y fait.
Alors qu'il est dans une boîte de strip-tease, il tombe amoureux de Sophia, d'origine russe. Mais le fils de celle-ci, Sasha, est détenu par la mafia. Rêvant de sauver l'enfant de celle qu'il aime, Mars va avoir besoin d'un porte bonheur pour se débarrasser de sa guigne légendaire. Ce porte bonheur est un moine de l'abbaye de St-Wandrille, frère Théo.

## Distribution
- Pascal Elbé : Frère Théo
- Atmen Kelif : Mars Kupad
- Olga Kurylenko : Sophia
- Natacha Lindinger : Infirmière rousse
- Béatrice Agenin : Gabriella